# Коаксијални кабл
Коаксијални кабл је врста електричног кабла код које је један проводник смештен унутар другог шупљег проводника тако да оба имају заједничку осу. Несиметрични кабловски водови јављају се због потребе за водовима који око себе неће ширити ометајуће електромагнетско поље и тиме ометати друге водове. Прво право решење јавља се у САД-у у облику проводника (жице) смештеног унутар другог (цев) и назива се коаксијалним водом јер оба проводника имају исту осовину. Несиметрични водови користе се само на високим фреквенцијама (нпр. ТВ сигнал) што значи да је код њих слабљење велико па размак између појачавача мора бити релативно мали.
Проблем у употреби коаксијалних водова био је настављање коаксијалних туба што се решило термичким путем — лемљењем или заваривањем, но код таквих захвата у случају прегревања може доћи до оштећења изолације па се спајање изводи уз хлађење. Данас су развијени поступци који не захтевају високе температуре. Један од нужних проблема је крутост несиметричних водова што значи њихово теже полагање и рачвање. Велик је проблем и водопропусност коаксијалних водова јер у случају да у вод продре вода, она се слободно шири каблом који нема никаквих препрека. Због тога се такви каблови обавезно пуне гасом под притиском који се непрестано надгледа на крајевима и уздуж трасе кабла.
Нови коаксијални каблови уместо гасног диелектрика имају диелектрик од слојева полиетилена (ПЕ) и полипропилена, док је спољни омотач од поливинилхлорида (ПВЦ-а).
Коаксијални каблови се највише користе у дигиталном преносу, јер су тада исплативији због мањих губитака. До појаве светловода, несиметрични водови су били најчешће коришћени у телекомуникацијским подручјима на дужим релацијама.